# Douanewaarde
Douanewaarde in het algemeen is de waarde voor de rechten bij invoer. Specifiek voor Europese Unie is dat de op te geven waarde bij het in het vrije verkeer brengen van niet-communautaire goederen.
In internationaal verband zijn onder de naam Tokioronde in 1979 te Genève een aantal overeenkomsten afgesloten. Een van de overeenkomsten is de zogenaamde Code voor de Douanewaarde. Dit is een internationaal verdrag gesloten door de landen van de WTO. Sinds 1 juli 1980 zijn deze bepalingen van kracht in de EU en later opgenomen in het Communautair Douanewetboek en de toepassingsverordeningen (TVoCDW).

## Berekenmethoden
De bepaling van de douanewaarde gebeurt niet volgens één enkele methode maar door, in een dwingende volgorde, een zestal methoden toe te passen.

### 1. Transactiewaarde van ingevoerde goederen
De transactiewaarde is de voor de goederen werkelijk betaalde of te betalen prijs, indien de goederen zijn voor uitvoer naar de EU.

### 2. Transactiewaarde van identieke goederen
Deze methode is van toepassing wanneer de transactiewaarde van de ingevoerde goederen niet toepasbaar blijkt. Identieke goederen zijn in hetzelfde land voortgebrachte goederen die in alle opzichten eender zijn met inbegrip van de materiële kenmerken, kwaliteit en reputatie. Geringe verschillen in uiterlijk vormen echter geen beletsel die goederen als identiek aan te merken.

### 3. Transactiewaarde van soortgelijke goederen
Indien methode 2 faalt dient de transactiewaarde van soortgelijke goederen te worden gezocht. Soortgelijke goederen zijn in hetzelfde land voortgebrachte goederen die, ofschoon ze niet in alle opzichten eender zijn, gelijke kenmerken vertonen en gelijksoortige bestanddelen bevatten waardoor zij dezelfde functies kunnen hebben in de handel uitwisselbaar kunnen zijn; de kwaliteit van de goederen, hun reputatie en de aanwezigheid van een fabrieks- of handelsmerk zijn factoren die onder meer in aanmerking moeten worden genomen.

### 4. Terugrekenmethode
Bij deze methode moet de binnenlandse (EU) verkoopprijs van de goederen in de staat als ingevoerd aangegeven worden. Hier zijn echter drie eisen van toepassing:
- de goederen moeten binnen de EU reeds verkocht zijn
- en wel in de staat als ingevoerd
- aan derde onafhankelijke partij verkocht

De waarde bepaling kan tot 90 dagen worden uitgesteld indien het op het moment van invoer niet mogelijk is de binnenlandse verkoopprijs te bepalen.

### 5. Berekende waarde
Bij deze methode gaat men uit van de productiekosten in het land van waaruit de goederen geëxporteerd worden. Deze productiekosten worden vermeerderd met een bedrag voor winst en bedrijfskosten die gebruikelijk zijn bij verkopen voor uitvoer naar de EU van dezelfde aard of hetzelfde karakter. Deze methode kan alleen worden toegepast wanneer de producent bereid is de kosten en winsten aan de douane mede te delen. Medewerking van ondernemers van buiten de EU kan niet worden afgedwongen. In het algemeen blijft deze methode beperkt tot die gevallen waarin koper en verkoper zijn verbonden.

### 6. Methode met redelijke middelen
Dit is niet echt een andere methode voor de bepaling van de douanewaarde. Indien de vijf methoden van waardebepaling in eerste instantie niet kunnen worden toegepast, wordt hier slechts bepaald dat in dezelfde volgorde de toepassing van de methoden moet worden nagegaan waarbij meer soepelheid moet worden betracht.

### Toepassing
Het meest essentiële kenmerk van de boven genoemde methoden is dat deze in dwingende volgorde moeten worden toegepast. Dit houdt in dat eerst gezocht dient te worden naar de transactiewaarde van de ingevoerde goederen. Eerst wanneer dit niet kan worden toegepast, kan worden overgegaan tot de transactiewaarde van identieke goederen enzovoorts. De enige uitzondering is dat wanneer de genoemde methoden 1, 2, en 3 niet kunnen worden toegepast de importeur de keus krijgt de rangorde van toepassing van de hierboven onder de punten 4 en 5 genoemde methoden om te keren.
In de methoden die de code omschrijft wordt aansluiting gezocht bij de commerciële praktijk. Wat werkelijk betaald is of betaald moet worden is uitgangspunt voor de berekening van de douanewaarde.

## Leveringscondities
De leveringscondities (leveringsvoorwaarden) zijn bepalend voor de vraag of bijtelling, verlaging of geen wijziging van de transactiewaarde plaatsvindt. Deze voorwaarden zijn de koper en verkoper vooraf overeengekomen. Er wordt gebruikgemaakt van de zogenaamde incoterms. Voor het bepalen van de douanewaarde van de goederen wordt uitgegaan van de prijs van de goederen gerekend tot de eerste plaats van binnenkomst in de EU. Dit wordt ook wel de CIF-EU grens prijs genoemd, dus bijvoorbeeld CIF Antwerpen of CIF Schiphol. CIF (Cost, Insurance, Freight) wil zeggen dat alle kosten inclusief vervoer en verzekering tot op die locatie in de prijs zijn begrepen. Bij een EXW-leveringsvoorwaarde  (Ex Works) zullen vervoer een verzekering moeten worden bijgeteld, omdat de koper met de verkoper overeengekomen is vanaf de fabriek te betalen en dus de kosten van vervoer en verzekering voor zijn rekening te nemen. Deze kosten moeten dan bijgeteld worden bij de koopprijs om tot de waarde EU-grens te komen. Bij een DDP-levering (Delivered Duty Paid), dat wil zeggen franco inclusief de invoerrechten, moet een vermindering plaatsvinden omdat ook de kosten van vervoer na invoer en de douanerechten in de leverprijs begrepen zijn.

## Formulier DV1
De aangifte van gegevens inzake de douanewaarde worden overal in de EU verstrekt middels het formulier DV1. Dit formulier wordt tegelijk met de aangifte voor het brengen in het vrije verkeer ingeleverd. Het DV1 kan zowel schriftelijk als elektronisch ingediend worden.
Het formulier is niet vereist
- indien de douanewaarde niet wordt vastgesteld aan de hand van de transactiewaarde van de ingevoerde goederen, bijvoorbeeld wanneer er sprake is van specifieke rechten
- wanneer de douanewaarde van de ingevoerde goederen per zending niet hoger is dan 20.000 E, voor zover de zending geen deel uitmaakt van gesplitste of meervoudige zendingen van dezelfde afzender aan dezelfde geadresseerde
- bij een volledige vrijstelling
- bij de invoer van goederen waaraan elk handelskenmerk vreemd is
- als de maatstaf van heffing anders is dan een ad-valorem-recht

## Voorbeelden
| Leveringsconditie FOB Shanghai                                                       | Leveringsconditie FOB Shanghai |
| ------------------------------------------------------------------------------------ | ------------------------------ |
| Bestemming                                                                           | Tilburg                        |
| Factuurwaarde                                                                        | € 50.000,--                    |
| Vrachtkosten buiten EU                                                               | € 1.200,--                     |
| Verzekeringskosten buiten EU                                                         | € 50,--                        |
| Vrachtkosten binnen EU                                                               | € 150,--                       |
| Douanewaarde = Factuurwaarde + vrachtkosten buiten EU + verzekeringskosten buiten EU |                                |
| Douanewaarde = € 50.000,-- + € 1.200,-- + € 50,-- = € 51.250,--                      |                                |

| Leveringsconditie CIF Rotterdam | Leveringsconditie CIF Rotterdam |
| ------------------------------- | ------------------------------- |
| Bestemming                      | Tilburg                         |
| Factuurwaarde                   | € 50.000,--                     |
| Vrachtkosten buiten EU          | € 1.200,-- (inbegrepen)         |
| Verzekeringskosten buiten EU    | € 50,-- (inbegrepen)            |
| Vrachtkosten binnen EU          | € 150,--                        |
| Douanewaarde = Factuurwaarde    |                                 |
| Douanewaarde = € 50.000,--      |                                 |